# Слаутинское
Слаутинское — озеро на северо-западе Тверской области России, расположенное на территории Пеновского муниципального округа. Принадлежит бассейну Волги.
Находится на высоте 234 метров над уровнем моря в 15 километрах к северо-западу от посёлка Пено. Длина озера около 2,5 км, ширина до 0,6 км. Площадь водной поверхности — 1,2 км². Через озеро протекает река Мостовлянка (Половизьма). Площадь водосбора озера — 52,4 км². На южном берегу расположена деревня Слаутино. На севере средней части озера находится небольшой остров.

## Данные водного реестра
По данным государственного водного реестра России относится к Верхневолжскому бассейновому округу, водохозяйственный участок реки — Волга от истока до Верхневолжского бейшлота, речной подбассейн реки — Волга до Рыбинского водохранилища. Речной бассейн реки — (Верхняя) Волга до Куйбышевского водохранилища (без бассейна Оки).
Код водного объекта в государственном водном реестре — 08010100111110000000193.